# 음부 (기독교)

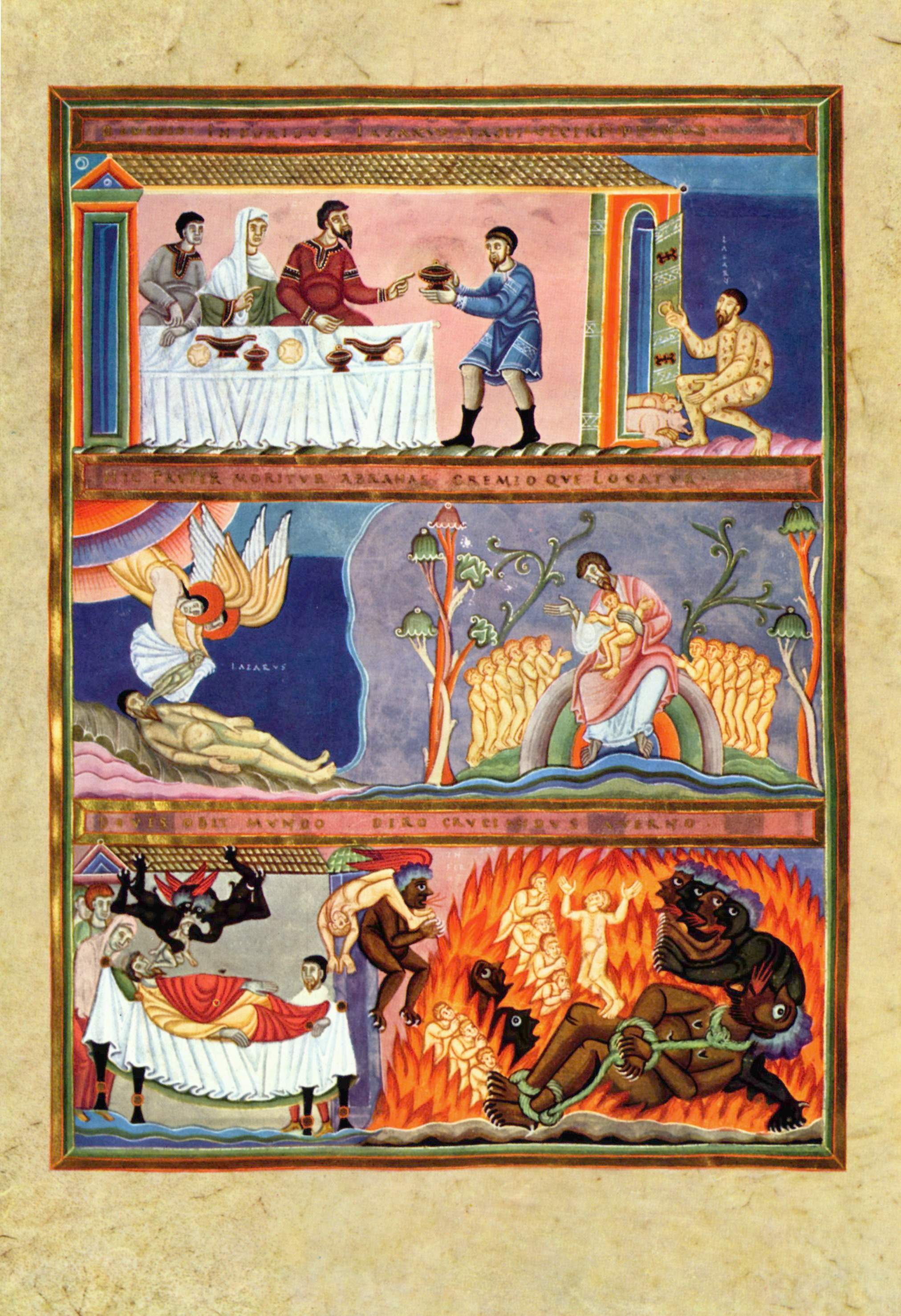
부자와 나사로 이야기를 묘사한 중세시대의 삽화.

음부(陰部, 고대 그리스어: Ἅιδης)는 기독교의 신약성경에 10회 등장하는, 사망자가 가는 장소이다. 그리스 신화의 명계의 신 하데스로부터 취한 말이라고 되고 있다. 구약성경의 셰올과 공통의 개념을 가지고 있다.

## 기독교의 전통적인 이해

### 70인역
구약성경을 그리스어로 번역한 고대 번역본인 70인역 성경에서는 히브리어 단어 "שאול" (스올)을 거의 모든 경우에 그리스어 단어 "ᾅδης" (하데스)로 번역했다. 다만 단 세 곳에서는 하데스로 번역하지 않았는데, 그 예로 욥기 24:19에서는 "γῆ" (땅), 잠언 23:14에서는 "θάνατος" (죽음), 그리고 에제키엘서 32:21에서는 "βόθρου" 또는 "λάκκος" (구덩이)로 번역하였다.

### 신약성경
신약성경의 공인본문에서는 "ᾅδης" (하데스)라는 단어가 11번 등장한다. 그러나 고린토인들에게 보낸 첫째 편지 15:55의 비평 판본에서는 "ᾅδης" 대신 "θάνατος" (죽음)이 사용되었다. 킹 제임스 성경(KJV)에서는 이 구절을 제외하고 "ᾅδης"를 "지옥"으로 번역했으며, 현대 번역본에서는 신약성경에서 "ᾅδης"라는 단어가 10번만 등장하며, 일반적으로 "하데스"로 음역된다.
- 사도행전 2장 27절, 31절에서는 시편 16편 10절의 시올이 하데스라고 번역되고 있다. 이는 사후의 세계를 별로 내려 육체적인 죽음과 신의 마지막 심판과의 사이의 중간 상태를 가리키고 있는 말이다.
- 사도행전 2장 25절-31절로 베드로는 죽음과 하데스를 동의어로서 이용하고 있다.
- 마태오의 복음서 11장 23절에서는 카파르나움이 하데스에 '떨어질' 것이라고 예수 그리스도가 발언하고 있다. 이는 시올이 지하에 있다는 유태인의 개념에 관계가 있다.
- 마태오의 복음서 16장 18절에서는, 하데스는 교회의 적이며, 사탄의 본거지이며, 사탄과 동의어에 이용되고 있다.
- 루가의 복음서 16장 19절-31절의 부자와 나사로의 이야기는, 하데스로 부자가 괴로워하고 있는 기술로부터, 하데스가 괴로운 장소인 것을 나타내고 있다. 라자로와 부자를 서로 왕래할 수 없는 다른 장소에 있었다는 것부터, 하데스가 두 개로 나누어져 있을 가능성을 시사하고 있다.

그러나, 전통적인 해석에서는, 큰 후치란 하데스와 천국의 후치이다. 유태 문헌에서는 통상 아브라함이 있는 곳은 하데스는 아니고 하늘이다.

## 여호와의 증인의 이해
여호와의 증인에서는 일반 기독교와 달리 영혼소멸설을 따른다. 여호와의 증인에서 가르치는 교리는 다음과 같다.
- 하데스에 있는 사람에게는 아무 의식도 없고(전도 9:5, 10), 상징적인 장소이며 현존하는 특정의 장소는 아니다.
- 루가의 복음서 16장 19절에서 31절의 이야기는 우화적인 것이며, 지옥에 의한 영원의 고통을 나타내지는 않는다고 해석한다. 이 비록 이야기는 멸시당하고 있던 유태인과 위선자인의 상황의 변화를 나타내고 있어 불은 위선자인에 선고되는 중재의 통신을 가리켜서 이용되고 있다.

## 참고 문헌
- 「신성서 사전」생명의 말사, 1985년 ISBN 4-264-00706-2
- 「성서에 대한 통찰」 제1권, 것 봐의 탑성서 책자 협회, 1994년, 131페이지.
- 「성서에 대한 통찰」 제2권, 것 봐의 탑성서 책자 협회, 1994년, 516-517페이지.

## 같이 보기
- 게헤나
- 시올